# Kumano Hongū-Taisha

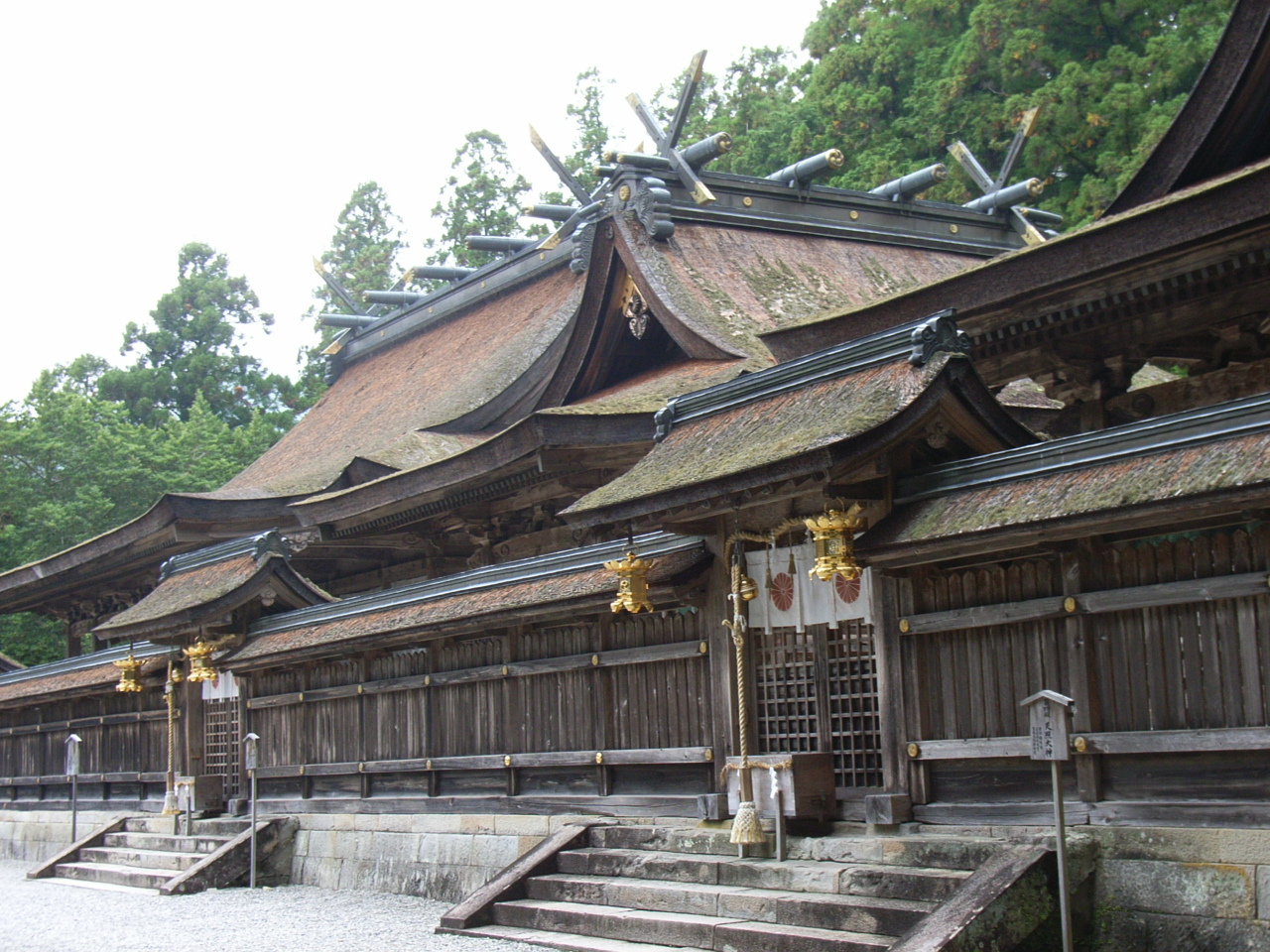
Hauptgebäude (shaden) des Schreins

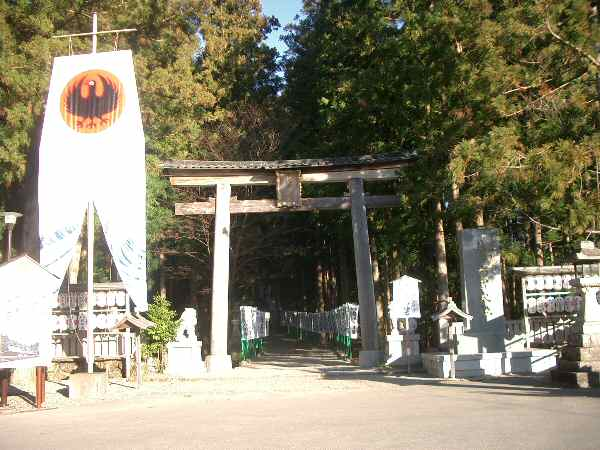
Torii am Schrein; auf dem Banner ist Yatagarasu abgebildet (s. u.)

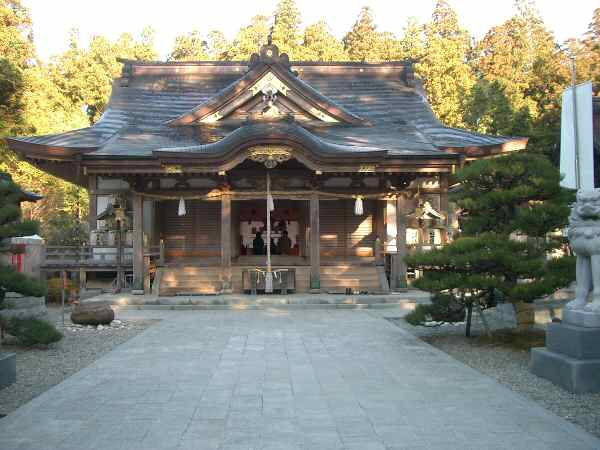
Gebetshalle (haiden) des Schreins

Der Kumano Hongū-Taisha (jap. 熊野本宮大社; auch einfach nur Hongū (本宮, „Hauptschrein“); früher auch bekannt als Kumano-ni-masu-jinja (熊野座神社)) ist ein Shintō-Schrein im Stadtteil Hongū der Stadt Tanabe, Präfektur Wakayama. Er gehört mit Kumano Hayatama-Taisha, Kumano Nachi-Taisha und zwei buddhistischen Tempeln zum Kumano-sanzan, der südlichsten der Heiligen Stätten und Pilgerstraßen in den Kii-Bergen, die 2004 von der UNESCO in die Liste des Weltkulturerbes aufgenommen wurden. Er gilt als Hauptschrein von über 3.000 Kumano-Schreinen in ganz Japan.
Er soll von Sujin-tennō zur Verehrung von Susanoo (hier unter dem Namen Ketsumiko-no-kami) errichtet worden sein. Der Schrein wurde allerdings erst im Jahr 859 schriftlich erwähnt. 
Bis zu seiner Verlagerung zum gegenwärtigen Standort befand er sich tiefer, auf einer Sandbank (O-yu-no-hara), wo die Flüsse Kumano, Otonashi und Iwata zusammenfließen. Im Jahr 1889 wurde er aber dort durch eine Flut so stark beschädigt, dass er bis auf wenige Bauten wieder neu aufgebaut werden musste und man ihn gleichzeitig im Jahr 1891 verlegte. Den Eingang zum früheren Tempelareal markiert das im Jahr 2000 errichtete Otorii, das mit einer Höhe von 33,9 m und einer Breite von 42 m das größte Torii der Welt ist.
Im honden befindet sich nicht, wie sonst üblich, ein shintai. Dennoch nehmen die Priester an, Kuni-toko-tachi (ein sehr obskurer und uralter Kami) würde sich dort aufhalten.
Im Schrein gibt es eine ganze Reihe von Nebenschreinen, in denen viele weitere Kami (auch von Buddhisten unter ihren buddhistischen Namen) verehrt werden. Darunter befinden sich unter anderem die Wasser-Kami Mizu-tsu-hime (im Taki-hime-jinja), Waku-musubi-no-kami und Mizu-ha-no-me (aus dem Urin von Izanami geboren), die Lehm-Kami Hani-yasu-hime zusammen mit Feuer (Kagu-tsuchi-no-kami)-, Wasser- und Wachstums-Kami, Ame-no-koyane im Hara-edo-ten-jinja, Ame-no-tajikara-wo im Mito-haraki-jinja und die drei Reinigungs-Kami Soko-tsu-wata-tsu-mi-no-kami, Naka-tsu-wata-tsu-mi-no-kami und Wa-tsu-wata-tsu-mi-no-kami. 
Das Geschwisterpaar Amaterasu und Tsukiyomi wird im Tsuki-yomi-jina verehrt. Kami des Ubuta-jinja ist das ara-mitama von Izanami.
Takakuraji-no-mikoto, ein Vasalle von Jimmu-tennō, der diesem bei der Eroberung von Japan half, wird ebenfalls in einem Nebenschrein verehrt.
Ein weiterer Begleiter Jimmus und angeblicher Vorfahr Kamos (erster Oberpriester am Kamo-wake-ikazuchi-jinja) ist der dreibeinige Yatagarasu, die Himmlische Krähe und wird hier unter dem Namen Kamo-no-taketsu-numi-no-mikoto im Yatagarasu-jinja verehrt. Am 7. Januar nach dem Lunarkalender wird das Hōin shinji (auch Yatagarasu shinji) im haiden begangen. Dazu wird ein vorher mit einer Kiefernfackel an den Rändern gereinigtes Bild von Yatagarasu (go-ō-no-shimpu) dem Schrein durch einen Priester übergeben. Drucke dieses Bildes werden danach im ganzen Land an Gläubige verteilt. 